# 高宮 (松本市)
高宮（たかみや）は長野県松本市の市街地の南の地区で、高宮北、高宮東、高宮中、高宮南、高宮西の4つの住居表示実施地区がある。国道19号沿いに郊外型大型店が多数あり休日には多くの買い物客でにぎわう。

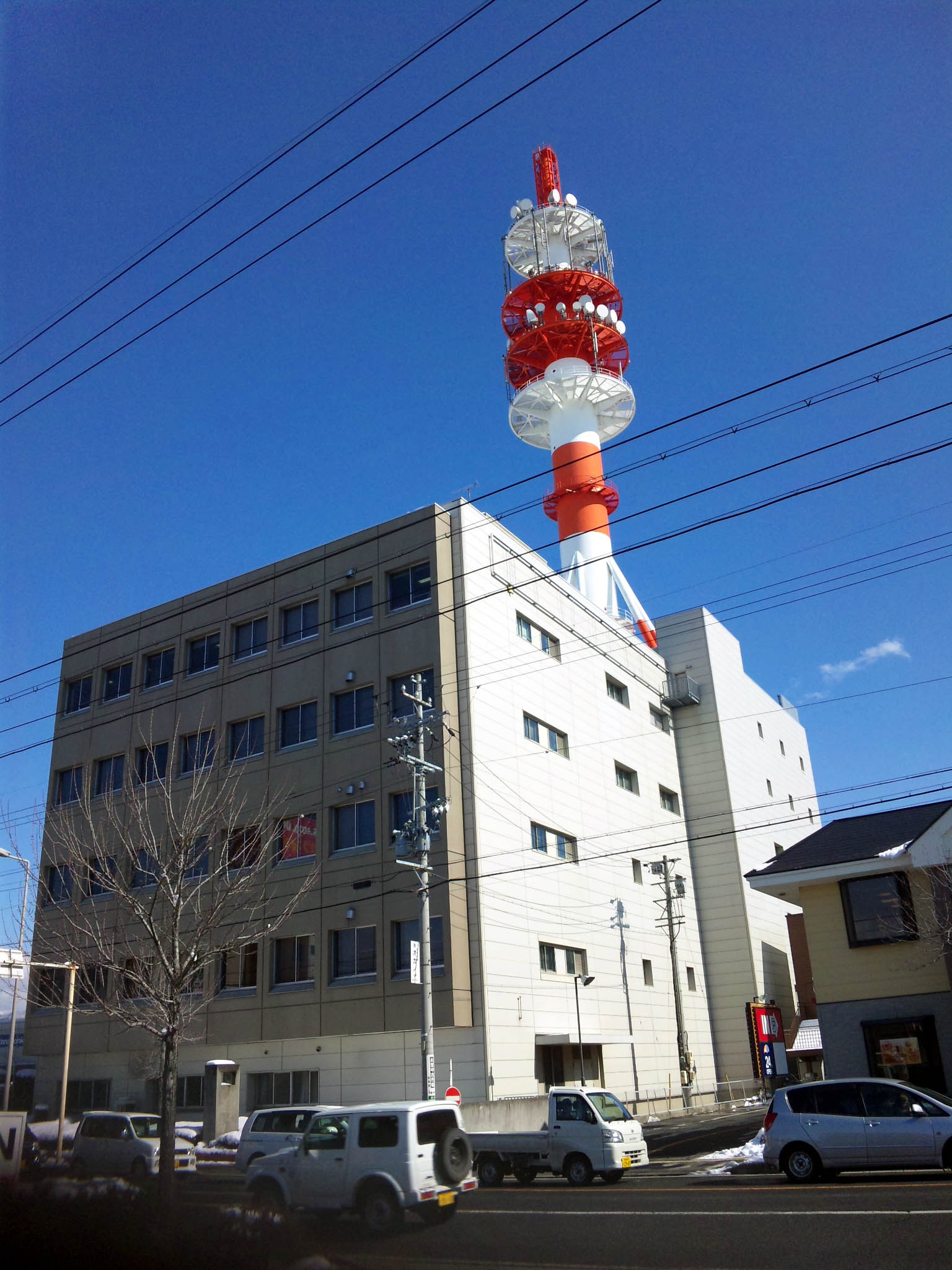
高宮のランドマーク的なNTT東日本南松本ビル

## 歴史
江戸時代は寛永年間までは未開の地だったが、寛永になると北隣にある鎌田村の民がこのあたりを開墾し高宮新田村を形成した。南北に伸びる道（現在の国道19号）を中心に人家から墓の位置まで計画的に集落が作られた。高度経済成長期に国道19号のバイパスがここを通ることになり以降郊外型大型店が相次いで出店し現在の発展にいたっている。

## 高宮北
高宮北（たかみやきた）は長野県松本市の市街地の南にある町名。丁番を持たない単独町名である。住居表示実施済み。

### 概要
国道19号沿いに郊外型の専門店、特に自動車関係の店が多い。大きな道から一歩裏へ入れば住宅地となっている。

### 歴史
- 1985年（昭和60年）2月12日 - 住居表示実施[4]。

### 世帯数と人口
2018年（平成30年）10月1日現在の世帯数と人口は以下の通りである。
| 町丁   | 世帯数  | 人口  |
| ------ | ------- | ----- |
| 高宮北 | 293世帯 | 676人 |

## 高宮東
高宮東（たかみやひがし）は長野県松本市の市街地の南にある町名。丁番を持たない単独町名である。住居表示実施済み。

### 概要
国道19号沿いに郊外型の専門店、飲食店が多い。中規模のビルが建っており郊外というより都市と郊外の中間のような雰囲気となっている。

### 歴史
- 1985年（昭和60年）2月12日 - 住居表示実施[4]。

### 世帯数と人口
2018年（平成30年）10月1日現在の世帯数と人口は以下の通りである。
| 町丁   | 世帯数  | 人口  |
| ------ | ------- | ----- |
| 高宮東 | 147世帯 | 313人 |

## 高宮中
高宮中（たかみやなか）は長野県松本市の市街地の南にある町名。丁番を持たない単独町名である。住居表示実施済み。

### 概要
国道19号沿いにイトーヨーカドー（駐車場のみで店舗は双葉に属す）、郊外型の専門店がある。国道19号の東側は以前は工場が多かったが現在はイトーヨーカドーになっている。19号から裏へ入れば住宅地となっている。

### 歴史
- 1979年（昭和54年）7月1日 - 住居表示実施[4]。

### 世帯数と人口
2018年（平成30年）10月1日現在の世帯数と人口は以下の通りである。
| 町丁   | 世帯数  | 人口  |
| ------ | ------- | ----- |
| 高宮中 | 408世帯 | 880人 |

### 施設
- イトーヨーカドー 南松本店
- 松本シネマライツ8 - 8スクリーンを有する映画館(シネマコンプレックス)

## 高宮南
高宮南（たかみやみなみ）は長野県松本市の市街地の南にある地名。丁番を持たない単独町名である。住居表示実施済み。

### 概要
空港通り（長野県道296号松本空港線）沿いにコンビニや小規模な店舗がある。

### 歴史
- 1979年（昭和54年）7月1日 - 住居表示実施[4]。

### 世帯数と人口
2018年（平成30年）10月1日現在の世帯数と人口は以下の通りである。
| 町丁   | 世帯数  | 人口  |
| ------ | ------- | ----- |
| 高宮南 | 194世帯 | 428人 |

### 施設
- 松本高宮郵便局
- 松本警察署 高宮交番

## 高宮西
高宮西（たかみやにし）は長野県松本市の市街地の南にある町名。丁番を持たない単独町名である。住居表示実施済み。地区（住居表示実施地区。1980年に設定）。

### 概要
空港通り沿いの一部を除いてほとんどの範囲が陸上自衛隊松本駐屯地である。空港通り沿いには専門店が見られる。

### 歴史
- 1980年（昭和55年）9月1日 - 住居表示実施[4]。

### 世帯数と人口
2018年（平成30年）10月1日現在の世帯数と人口は以下の通りである。
| 町丁   | 世帯数  | 人口  |
| ------ | ------- | ----- |
| 高宮西 | 477世帯 | 518人 |

### 施設
- 陸上自衛隊松本駐屯地
- ウエルシア薬局 松本高宮西店

## 交通
国道19号が中央に通っている。また、高宮交差点（旧・高宮交番前交差点）ではこの国道19号とやまびこ道路が交差している。国道19号は市内で最も渋滞の深刻な道路で平日の昼間でも流れが止まってしまうこともある。現在拡張工事が計画されている（北側では用地買収に着手）。
路線バスはアルピコ交通の空港・今井線が通っている。鉄道ではJR東日本の篠ノ井線 南松本駅が最寄りとなるが、空港・今井線を利用した場合は松本駅が最寄りとなる。